# BMW Z4
BMW Z4 je športski automobil dostupan u dvije karoserijske inačice, kao roadster ili kupe, a u ponudi marke BMW zamijenio je model Z3.

## BMW Z4 (E85)
Prva generacija BMW-a Z4 (E85) se proizvodila od 2002. do 2009. godine. Dizajnirao je Chris Bangle, a automobil se proizvodi u BMW-ovoj tvornici u Spartanburgu u američkoj saveznoj državi Južnoj Karolini. Prodaja modela Z4 započela je u SAD-u u jesen 2002., dok se u Europi automobil počeo prodavati u ožujku 2003. godine. Do 2006. automobil je bio dostupan isključivo kao roadster. 
Za modelnu godinu 2006. automobil je lagano redizajniran, dobivši nešto drugačiji izgled svjetala i prednjeg branika, a na tržištu se pojavila i izvedba M Roadster, pokretana 3,2-litrenim motorom sa šest cilindara i snagom od 343 KS (motor iz modela M3 E46). Iste godine je na ženevskom autosalonu u ožujku predstavljena kupe inačica modela koja se u prodaji našla nekoliko mjeseci kasnije.
Osnovni model BMW-a Z4 pokreće četverocilindarski benzinski motor obujma 2 litre, a ponudu kompletiraju modeli pokretani šesterocilindarskim benzinskim motorima obujma 2,2, 2,5 i 3 litre, dok vrh ponude čini M model pokretan 3,2-litrenim šesterocilindarskim benzinskim motorom. Kupe inačica dostupna je samo s 3-litrenim motorom, te kao M model.

### Motori
| Model    | Obujam   | Broj cilindra | Snaga pri 1/min      | Broj okretaja pri 1/min | 0-100 km/h | Vmax     | Potrošnja    | Proizvodnja     | Versija         |
| -------- | -------- | ------------- | -------------------- | ----------------------- | ---------- | -------- | ------------ | --------------- | --------------- |
| 2.0i     | 1995 cm³ | 4             | 110 kW (150 ks)/6200 | 200 Nm / 3600           | 8,2 s      | 220 km/h | 7,5 l/100km  | 04/2005–09/2008 | samo Roadster   |
| 2.2i     | 2171 cm³ | 6             | 125 kW (170 ks)/6250 | 210 Nm / 3500           | 7,7 s      | 225 km/h | 8,8 l/100km  | 10/2005–12/2006 | samo Roadster   |
| 2.5i     | 2497 cm³ | 6             | 130 kW (177 ks)/5800 | 230 Nm / 3500           | 7,1 s      | 229 km/h | 8,3 l/100km  | 01/2006–09/2008 | samo Roadster   |
| 2.5i     | 2494 cm³ | 6             | 141 kW (192 ks)/6000 | 245 Nm / 3500           | 7,0 s      | 235 km/h | 8,9 l/100km  | 02/2003–01/2006 | samo Roadster   |
| 2.5si    | 2497 cm³ | 6             | 160 kW (218 ks)/6500 | 250 Nm / 2750           | 6,5 s      | 240 km/h | 8,5 l/100km  | 01/2006–09/2008 | samo Roadster   |
| 3.0i     | 2979 cm³ | 6             | 170 kW (231 ks)/5900 | 300 Nm / 3500           | 5,9 s      | 250 km/h | 8,5 l/100km  | 12/2002–12/2005 | samo Roadster   |
| 3.0si    | 2996 cm³ | 6             | 195 kW (265 ks)/6600 | 315 Nm / 2750           | 5,7 s      | 250 km/h | 9,0 l/100km  | 03/2006–09/2008 | Roadster, Coupé |
| 3.2i (M) | 3246 cm³ | 6             | 252 kW (343 ks)/7900 | 365 Nm / 4900           | 5,0 s      | 250 km/h | 12,1 l/100km | 03/2006–09/2008 | Roadster, Coupé |

- Z4 (2002.–2006.)
- Z4 (Facelifting, 2006.–2008.)
- Z4 (Facelifting, 2006.–2008.)
- Z4 Coupé (2006.–2008.)
- Z4 Coupé (2006.–2008.)

## BMW Z4 (E89)
Druga se generacija BMW-a Z4 (E89) proizvodi od 2009. godine. On je samo dostupan kao roadster. Predstavljen je bio 13. prosinca 2008. na Detroitskom Auto Showu (NAIAS 2009). Proizvodi se kao i njegov predhodnik u BMW-ovoj tvornici u Spartanburgu u američkoj saveznoj državi Južnoj Karolini. M inačica se ne proizvodi pa je BMW predstavio is inačicu koja ima tunirani redni 6 motor na 340 ks i 450 Nm, 18 inčne felge, M ovjes a ubrzanje do 100 km/h traje 4,8 sekunde. Dolazi standardno s 7 brzinskim sekvencijalnim mjenjačem.

### Motori
| Model      | Obujam   | Broj cilindra | Snaga pri 1/min      | Broj okretaja pri 1/min | 0-100 km/h  | Vmax           | Potrošnja         | Proizvodnja |
| ---------- | -------- | ------------- | -------------------- | ----------------------- | ----------- | -------------- | ----------------- | ----------- |
| sDrive23i  | 2497 cm³ | 6             | 150 kW (204 ks)/6400 | 250 Nm/2750             | 6,6 [7,3] s | 242 [239] km/h | 8,5 [8,2] l/100km | od 05/2009  |
| sDrive30i  | 2996 cm³ | 6             | 190 kW (258 ks)/6600 | 310 Nm/2600             | 5,8 [6,1] s | 250 km/h       | 8,5 [8,3] l/100km | od 05/2009  |
| sDrive35i  | 2979 cm³ | 6             | 225 kW (306 ks)/5800 | 400 Nm/1300–5000        | 5,2 [5,1] s | 250 km/h       | 9,4 [9,0] l/100km | od 05/2009  |
| sDrive35is | 2979 cm³ | 6             | 250 kW (340 ks)/5900 | 450 Nm/1500–4500        | 4,8 s       | 250 km/h       | 9,0 l/100km       | ?           |

[ ] = Automatik

## Vanjske poveznice
- BMW Hrvatska